# Кулак (Росія)
Кула́к (рос. Кулак) — присілок у складі Даровського району Кіровської області, Росія. Входить до складу Даровського міського поселення.
Населення становить 78 осіб (2010, 108 у 2002).
Національний склад станом на 2002 рік — росіяни 99 %.